# 弗拉基米尔·斯捷利马赫
弗拉基米尔·谢苗诺维奇·斯捷利马赫（羅馬化：Volodymyr Semenovych Stelmakh；1939年1月18日—），乌克兰银行家和政治人物，曾于2000年至2002年和2004年至2010年两度担任乌克兰国家银行行长。